# Die Wittenberger Nachtigall

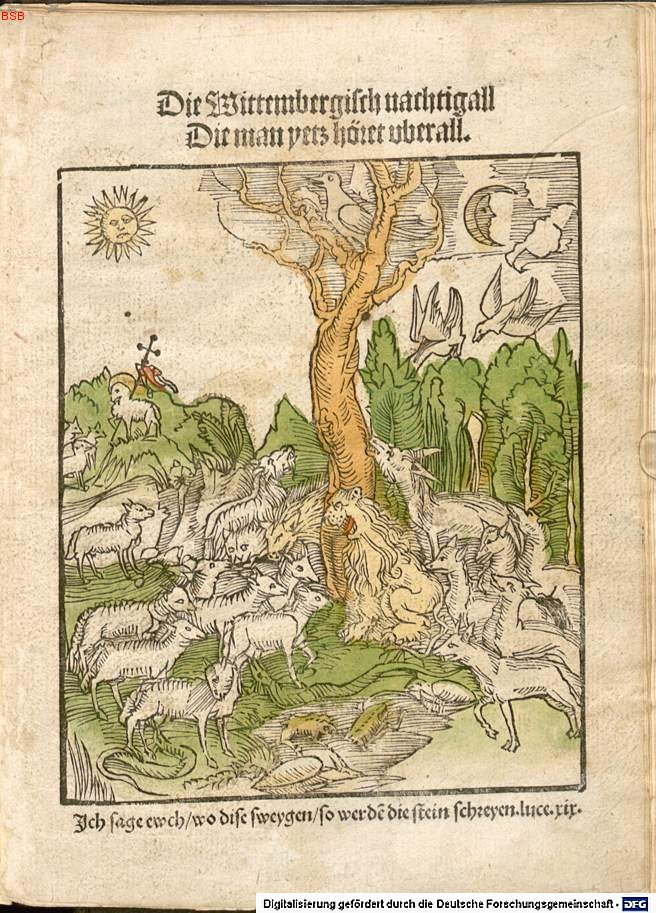
Hans Sachs: Die Wittembergisch Nachtigall, die man yetz höret uberall (1523), Quelle des Filmtitels.

Die Wittenberger Nachtigall ist ein deutscher Historienfilm von Erwin Báron aus dem Jahr 1913.
Der Stummfilm schildert das frühe Leben des Reformators Martin Luther und wurde von der in Berlin und Wien ansässigen Produktionsfirma Rubin-Film hergestellt. Die Premiere fand am 1. September 1913 statt.

## Handlung
Der Film schilderte das Leben und Wirken Martin Luthers bis zu seiner Heirat mit Katharina von Bora.

## Hintergrund
Die Aufführung des Films in Österreich wurde verboten.
Auch die Filmprüfstelle Berlin erteilte am 24. März 1921 ein Verbot, weil der Film geeignet sei, das religiöse Empfinden zu verletzen. Diese Entscheidung wurde am 20. April 1921 auf Beschwerde des Produzenten Báron von der Filmoberprüfstelle aufgehoben mit der Einschränkung, dass der Film „vor jugendlichen Personen nicht vorgeführt werden“ dürfe.
Der Film wurde mehrfach umbenannt. 1920/1921 in Der Weg zur Sonne – Martin Luther und 1927 in Doktor Martin Luther. Ein Lebensbild fürs deutsche Volk.

## Historische Ungenauigkeiten
- Der Vater Martin Luthers ist in diesem Film ein Tischler oder Küfer. In Wahrheit hatte der Vater Hans Luther als Hüttenmeister im Kupferschieferbergbau gearbeitet und dabei sogar einen bescheidenen Wohlstand erworben.
- Katharina von Bora lernt im Film Martin Luther schon in jungen Jahren kennen und schwärmt früh für ihn.
- Ein sehr wesentliches Element von Luthers Aufenthalt auf der Wartburg, nämlich dessen Bibelübersetzung, wird nicht erwähnt.

## Kritik
„Wir sehen in den ersten Bildern Episoden aus den Jünglingsjahren Luthers, begleiten ihn auf der Pilgerfahrt nach Rom und sehen ihn von dort enttäuscht die Schritte wieder heimwärts lenken. Daheim predigt er gegen Rom, und wir erleben die gewaltige Umwälzung mit, die durch seine Lehren hervorgebracht wird. In schneller Folge eilen die Bilder an uns vorbei. Katharina von Bora, ihr Eintritt in das Kloster, die Verbrennung der Bannbulle, der Reichstag zu Worms, Luthers Ausstossung aus der Kirche, Luther auf der Wartburg, Wiedersehen mit Katharina und seine Eheschliessung mit der geliebten Frau. Erwin Baron hat ‚das Kulturbild aus der Wende des 15. Jahrhunderts‘ für das Kino zusammengestellt und für die Bilder eine begleitende Musik aus Tonstücken alter Meister arrangiert. Für die handelnden Personen: Luther, Katharina, Melanchthon, Lucas Cranach, Kardinal Cajetan, Erasmus von Rotterdam sind Rudolf Essek, Margot von Hardt, Ernst Wehlau, Fritz Alten, Jaques Morway und Max Zilzer erfolgreich eingetreten.“